# Trefort Ágoston

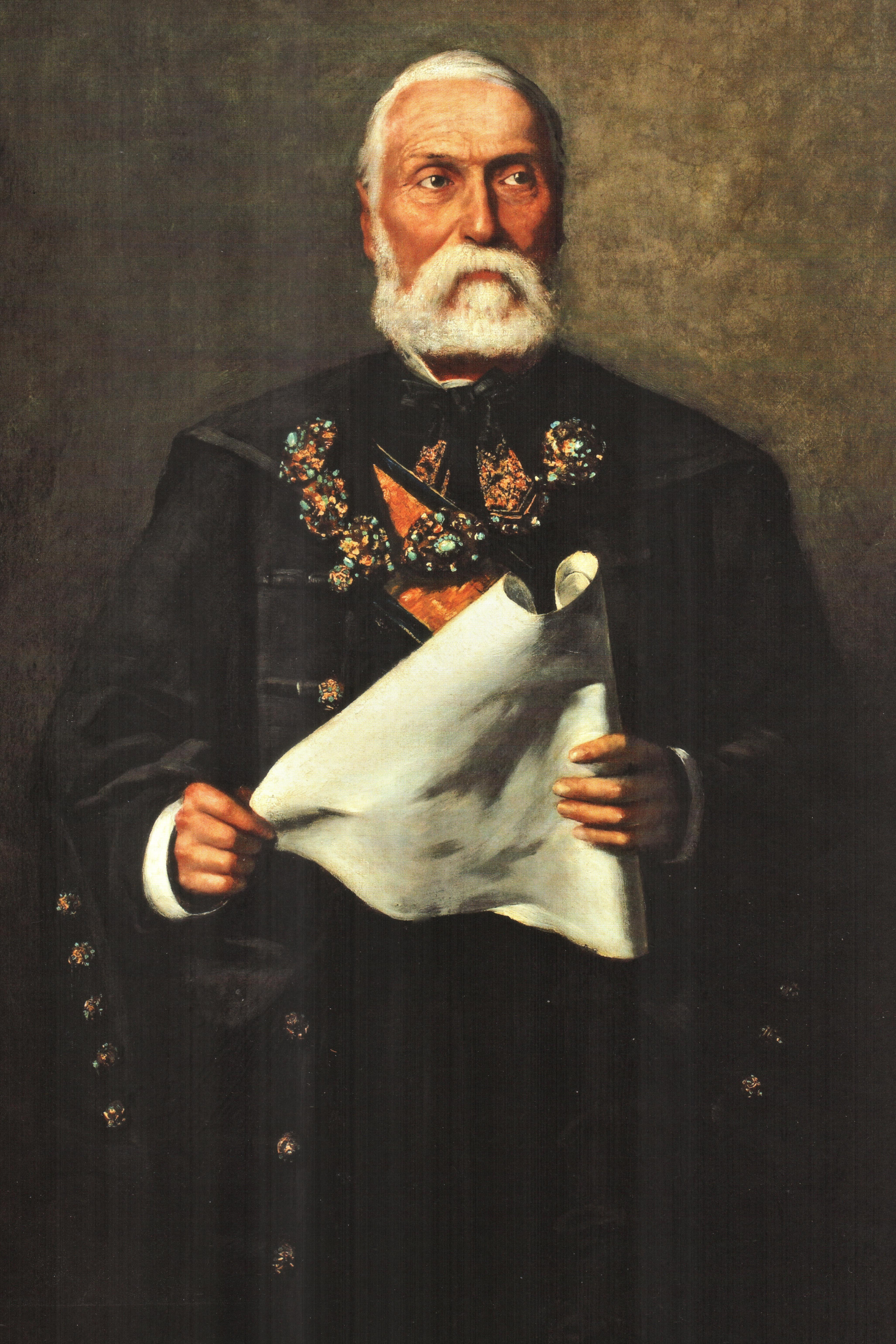
Trefort Ágoston

Trefort Ágoston, teljes nevén: Trefort Ágoston Ádám Ignác (Homonna, 1817. február 6. – Budapest, 1888. augusztus 22.) magyar művelődéspolitikus, reformer, publicista, vallás- és közoktatásügyi miniszter, az MTA tagja, később igazgatója, majd elnöke 1885-től 1888-ig.

## Életpályája

### Családja
Zemplén vármegyében született, vallon eredetű, katolikus családban. Dédapja Belgiumban volt ügyvéd, katonaorvosként dolgozó nagyapja jött Magyarországra az 1770-es évek elején. Édesapja Trefort Ignác (Eperjes, 1770 – Homonna, 1831. július 26.) neves sebészorvos, édesanyja Beldovics Tekla († Homonna, 1829. szeptember 6.), Beldovics Ádám homonnai sótárnok lánya volt. Trefort Ignácot 1798-ban választotta meg Zemplén vármegye tisztiorvosnak. Első felesége halálát követően 1816. február 25-én esküdtek egymásnak örök hűséget Beldovics Teklával. A házasságból három gyermekük született: Ágoston, Antal (1820) és István (*1825).

### Tanulmányai
Az elemi iskolát otthon, Homonnán végezte 1822 és 1826 között. 
Gyermekként elsősorban szlovákul és németül beszélt, és egy kissé magyarul is. Hogy a német nyelvtudását tökéletesíthesse, szülei 1826-ban Eperjesre küldték, hogy a 2-4. grammatikai osztályt az ottani evangélikus gimnáziumban végezze, egy német pékmester kosztosaként. Jó tanulónak bizonyult, latinul „meglehetős könnyedséggel” beszélt. Hogy magyarul is megtanuljon, 1829-től a sátoraljaújhelyi piarista gimnáziumba iratták be, ahol a felső két (1. és 2. humanista) osztályt  végezte. Mindkét évben első eminens volt, tanárainak, Zvolenszky Mihálynak, illetve Tóth Lajosnak kedvence, és „egyfajta iskolai nobilitás”.
A kolerajárvány miatt a gimnázium 1831 június végén bezárt, a diákokat hazaküldték. Trefort Ágoston is hazatért Homonnára, ahol július 28-29-én, egy napon belül apja és anyja is elhunyt a kolerában. A tizennégyéves Ágoston és a hatéves testvére három szolgával heteken át mindenkitől elzárkózva éltek a szülői házban. Szeptemberben gyámságukat Csáky Petronella grófnő vette át.
Tanulmányait 1831 őszétől az egri líceumban, a filozófia első évfolyamán folytatta, a 2. évet pedig a következő tanévben a pesti tudományegyetemen végezte. Az 1833/1834-es tanévet szintén Pesten, de már a jogi karon kezdte meg. Kitűnő nyelvtehetségének köszönhetően megtanult angolul, olaszul és franciául. Egyetemi tanulmányait már 18 éves korára befejezte. Ezután Eperjesen a kerületi táblánál végezte jurátusi gyakorlatát.
Az apai örökség és a Csákyak jóvoltából 1836 áprilisában megkezdte első nagy nyugat-európai körutazását, amelyről 1837 februárjában tért vissza. 1837. december 22-én dicséretes eredménnyel tette le ügyvédi vizsgáját, majd állami szolgálatba állt, és a budai udvari kamaránál ingyenes gyakornokká nevezte ki Keglevich Gábor kamaraelnök 1837. április 17-én. Tagja lett a Nemzeti Kaszinónak, ami fontos baráti kapcsolatokat hozott számára. Itt ismerkedett meg többek között Eötvös Józseffel is 1837 őszén, akivel életre szóló barátságot kötöttek.

### Munkássága
Trefort érdeklődése az irodalom irányába fordult ebben az időben. 1839-ben, a Pozsonyban megjelenő Századunk folyóiratban kezdeményezett egy felszólítást, amelyet több neves személyiség is aláírt. Ezzel szorgalmazta a magyar képzőművészet ápolását szolgáló Pesti Műegylet megalapítását. Ez volt első fellépése a nyilvánosság előtt, és amelynek eredménye a Pesti Műegylet megalapítása lett, hazánk első képzőművészeti szakintézménye, amely 25 éven át működött, egyben első elnöke is ő lett. Ezekben az időkben bontakozott ki a centralista csoport (Eötvös, Trefort, Szalay stb.). Önéletírásában így ír erről az időszakról: „A pesti társaság nagyobb része Pozsonyban volt, az ifjúság nagy izgalomban égett. Némely vonatkozásban én is az ifjúság nemesebbjei közé tartoztam”.
Az évtized végén kilépett állami hivatalából. Történeti vonatkozású cikkei, majd komoly közgazdasági tanulmányai elismerése révén 1841-ben, alig 24 évesen az MTA tagjává választották. Részt vett az Iparegyesület és a Magyar Kereskedelmi Társaság munkájában. Zólyom szabad királyi város követeként részt vett az 1843/44. évi országgyűlésen, és egy, a kereskedelmi ügyek tárgyalására kiküldött bizottság tagjává választották. Az aktuális politikai kérdésekről (hitelbank, örökösödési jog, adó, iparosítás stb.) a Pesti Hírlapban publikált.
1848. március 16-án kinevezték a helytartótanács ideiglenes sajtórendészeti osztályába, tiszti rangot kapott a pesti nemzetőrségben.
A Batthyány-kormányban 1848. április 27. és szeptember 28. között Klauzál Gábor mellett a földművelés-, ipar-, és kereskedelemügyi minisztérium államtitkári tisztségét vállalta el, egyidejűleg a minisztérium ügykezelését is vezette (1848. szeptember 12. – 1848. szeptember 28.).
Centralista lévén Lamberg Ferenc Fülöp meggyilkolása után emigrált, a forradalmi események elől Bécsbe, majd Münchenbe menekült családjával, s csupán 1850 szeptemberében tértek haza. Békés megyében, elzárkózva élt, majd az 1850-es évek végén bekapcsolódott a megyei közügyekbe. Megalapította a Békés megyei Gazdasági Egyesületet.
1860. december 11-én tisztújítás alkalmával a megye első alispánjává választották, 1861. március 18-án azonban lemondott. Ugyanebben az évben országgyűlési képviselővé választották. Részt vett továbbá az alföldi Vasútbizottmány munkájában is. Bekapcsolódott a kiegyezést előkészítő politikai körbe. 1867 után meglazultak Békés megyei kapcsolatai, felesége halála után végleg Pestre költözött. 1872-ben már Sopronban választották meg országgyűlési képviselővé. 1871-ben meghalt Eötvös József, akiben igen közeli barátját veszítette el. Azonnal felajánlották neki a vallás és közoktatásügyi miniszteri pozíciót, ám ezt csak 1872-ben, másodszori felkérés után fogadta el, így a Lónyay-kormány tagjaként kezdte meg tevékenységét. Ezzel párhuzamosan ideiglenesen földmívelés-, ipar- és kereskedelemügyi miniszterként is dolgozott (1876. augusztus 21-étől 1878. december 5-éig). A Szlávy-, Bittó-, Wenckheim- és Tisza-kormányokban egészen haláláig, 1888-ig ült a miniszteri székében.
Trefort a művelődésügy korszerűsítésében az Eötvös által kijelölt úton haladt tovább, de gyakorlatiasabban folytatta a polgári közoktatási rendszer kiépítését. Ekkor még persze nem rendelkezett kész programmal, de hangsúlyozta a népnevelés fontosságát és a felsőoktatás problematikáit, viszont meg sem említette a vallás és az egyházügyi kérdéseket. Ennek az lehetett az oka, hogy ezek terén a korban kevesebb probléma merült fel, mint más kérdésekben.
Az 1872. szeptember 4-én kinevezett Trefort a nyilvánosság elé csak fél évvel később lépett, ez alatt az idő alatt minisztériumi ügyek tanulmányozásával foglalkozott. Igen jó érzékkel választotta ki munkatársait, a kulcspozíciókban foglalkoztatott gárda igen magas színvonalúvá vált. A minisztérium osztályai közül az I. a katolikus egyházzal, a II. a protestáns egyházzal és a népműveléssel foglalkozott. 1875-ben átszervezés következtében ez az ügyosztály már csak a népnevelési ügyekkel foglalkozott. A III. a felsőoktatással, a IV. a középiskolákkal, míg az V.-VIII. ügyosztályok a nem római katolikus hitfelekezetekkel és az alapítványok ügyeivel foglalkoztak. Trefort ideje alatt jött létre a kilencedik osztály, amely az építési ügyekkel foglalkozott.

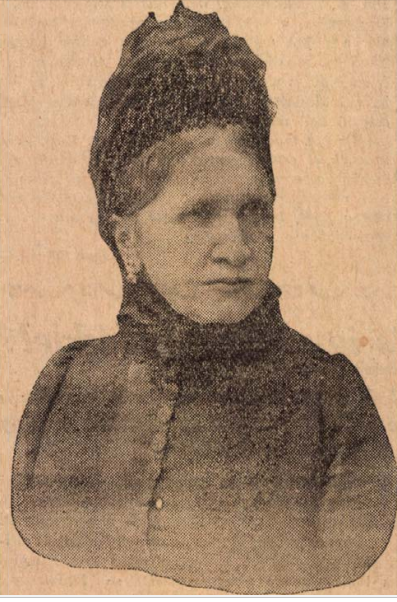
Trefort Ágostonné barkóczi Rosty Ilona (1826-1870)

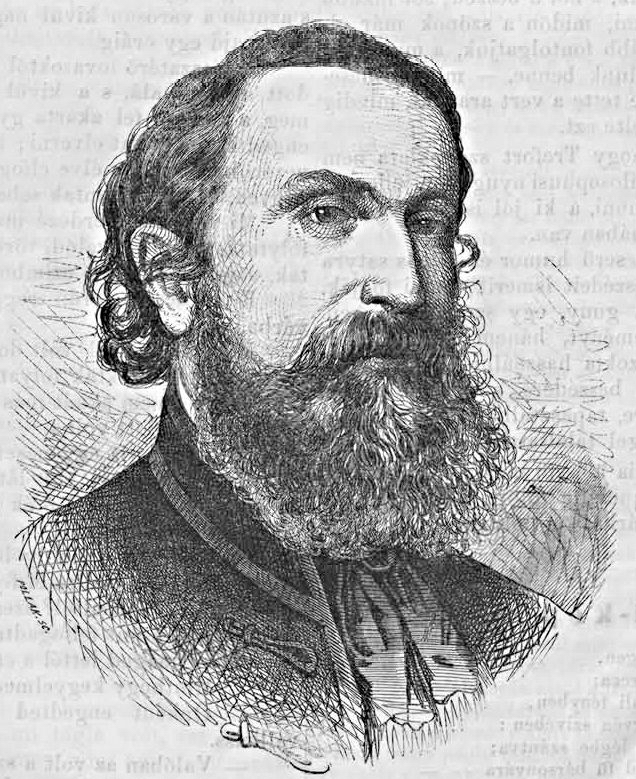
Pollák Zsigmond 1862-es metszete Trefort Ágostonról

A kapitalizmus fejlődésének következtében konkrétabbá vált a közoktatással szembeni igény. A hangsúly a népoktatással szemben az új, ipari-kereskedelmi oktatási formák felé tolódott el. A közoktatás politikájának jellemzője lett, hogy előnyben részesítette azokat az iskolatípusokat, amelyek nem humán pályákra, hanem iparra, mezőgazdaságra, kereskedelemre neveltek.
Trefort miniszterségének második felében többek között arra törekedett, hogy a közoktatást összhangba hozza a társadalom szükségleteivel. Például a felsőoktatás terén szükségét érezte egy harmadik egyetem vagy legalább egy harmadik orvosi fakultás felállításának. Eötvös és Trefort sokoldalú politikája a modern magyar felsőoktatás megszületését eredményezte. Ezzel együtt járt a tőkés gazdasági fejlődésnek megfelelő társadalmi-politikai átalakulás, s a gazdasági érdekek nyomása. Ezzel összefüggésben a társadalom is felállította a felsőoktatással szembeni igényeit. Mindezek következtében új intézmények, tanszékek, laboratóriumok szervezésére, tananyag változtatására, a szakmai színvonal emelésére került sor.
1872-ben a Politechnikum Műegyetemmé vált, és megnyílt az ország második egyeteme Kolozsváron, bár ezek még Eötvös munkásságához tartoztak. Ezeken túlmenően új tanszékek jöttek létre, felépültek a természettudományi és orvoskari épületek, kialakultak a művészeti felsőoktatási intézmények. A folyamat egyik magyarázata az is, hogy Trefort figyelme a felsőoktatásra összpontosult. Vonzalommal viseltetett az orvosi és természettudományi szakok iránt. Rendkívüli jelentőséget tulajdonított az orvostudománynak, az orvosképzésnek és a közegészségügynek.
Új épületek emelésével, új tanszékek alapításával, a laboratóriumok számának gyarapításával, felszerelésük korszerűsítésével emelte (általában) a felsőoktatás, különösen az orvosképzés színvonalát.
Ekkor készültek el a Műegyetem Múzeum körúti épületei, az Egyetemi Könyvtár, az Orvostudományi Kar, s az Üllői út mentén a „Klinikai negyed” épületei. Az oktatás kérdésének terén végzett munkája során szaporította a tanszékek számát is. Új tanulmányi és vizsgarendet, fegyelmi szabályzatot hozott létre, amelyekkel egységesítette az egyetemek szervezetét. Fontos intézkedése volt, hogy kiterjesztette az egészségtan oktatását a jogi és bölcsészeti karokra, s megszervezte a középiskolai egészségtan-tanári és iskolaorvosi tanfolyamokat is. Trefort szerint döntő tényező a tanár személye, ezért a személyi kérdésekben elfogulatlanul döntött felülkerekedve a felekezeti szempontú gondolkodáson. Továbbá biztosította az iskolateremtő, kiemelkedő tudású professzorok működését. A bölcsészkar történetében kevés olyan időszak volt, mikor egy időben annyi valóban kiváló professzor működhetett, mint Trefort alatt. A bölcsészkar fejlődésére nézve fontos eredmény a szemináriumok intézményének megalkotása és a tanulmányi idő háromról négy évre emelése. Az egyetemen az előadások látogatásán kívül a tudomány alaposabb elsajátítására kevés lehetőséget biztosított. Ugyanakkor Európa több felsőoktatási intézményében a század második felére már általánossá vált ez a gyakorlat. A szemináriumi rendszer célja a diákok és tanárok folytonos érintkezése, útmutatás és gyakoroltatás által a tudomány módszerébe annyira beavatni, hogy idővel maguk is művelni tudják azt.

### A tanárképzés
1873-ban újjáalakították ezt a rendszert is. Egyesítette a gimnáziumi és reáliskolai tanárok képzését. A színvonal javítása érdekében újraszervezte a tanárvizsgáló bizottságot, biztosította a külföldi ösztöndíjakat. A tanítási módszerek tökéletesítése érdekében elrendelte az iskolákban a módszertani értekezletek rendszeres tartását is. Az 1883. évi középiskolai törvény rendelkezett a tanári képesítés feltételeiről és a vizsgálatok általános követelményeiről. Előírta a szakjukhoz tartozó tárgyak négyéves tanulmányozását. Az egyéves nevelői gyakorlatot, továbbá a képesítő vizsga tételét vizsgáló bizottság előtt. Tanítás terén a rendszeres módszertani értekezletek mellett a szemléltetés és a kísérletezések útján való tanítást is bevezette. A Műegyetemmel kapcsolatban továbbfejlesztette Eötvös kezdeményezéseit. 1882-ben készült el a Múzeum körúti épület, amely a technikai oktatáshoz biztosított megfelelő feltételeket. Az orvostudományi kar is számos épülettel bővült az Üllői úton. Továbbá a kolozsvári egyetem is neki köszönheti az új vegytani, bonctani és élettani intézetek létesítését.

### Középiskolai képzés
A gimnázium és a reáliskola az ő korában a magasabb tanulmányokra, a szellemi pályára készítette elő az uralkodó osztályok és a középrétegek gyermekeit. A szabadságharc leverése után a 8 osztályos gimnázium, mint az osztrák tanulmányi rendszer vált kötelezővé Magyarországon. A kiegyezést követően a kapitalista termelés igényei megkívánták a középiskolai oktatás átalakítását. Eötvös 1870-es törvénytervezetében leírja, hogy a középiskoláknak egyaránt biztosítaniuk kell az általános műveltséget, és a felsőbb tanulmányokra történő felkészítést. Trefort átdolgozta ezt a tervezetet, és próbálta elfogadtatni a diétával. Közben 1879-ben bevezettette a Kármán Mór által előkészített gimnáziumi tanrendet. Ebben a humán tárgyak, a klasszikus stúdiumok továbbra is nagy óraszámot birtokoltak. A reál tárgyaknak mintegy 30% jutott. Nagy eredmény az 1883. évi XXX. törvénycikk, a középiskolai törvény. Ez biztosította a középiskolákban és a felekezeti gimnáziumokban az állam felügyeleti és ellenőrzési jogát. Továbbá a tanárképzésben is érvényesítette az állam vezető szerepét. A törvény a dualizmus időszakának középiskolai alaptörvénye volt. A középfokú oktatást egységesen szabályozta, 8 osztályosnak ismerte el a gimnázium mellett a reáliskolát is. Egységesítette a tanórák számát. Ezen rendelet több mint 40 éven keresztül érvényben maradt. Megkönnyítette a reáliskolákban a gimnáziumba történő átlépést. Például a latin nyelvet bevezette az előbbi iskolatípusban, felemelte az évfolyamok számát 6-ról a már említett 8-ra, és az érettségit is bevezettette. A felsőbb osztályokban lehetővé tette az ipari, gazdasági, vagy kereskedelmi szakképzést.
Trefort rendeleteiben szabályozta a polgári iskolák, középiskolák és a szakiskolák közötti átmenetet. Szabályozta a kereskedelmi iskolák szervezését. Javasolta az ipartanuló-iskolák és központi ipartanoda felállítását. 1879. december 1-én megalakul a Budapesti Állami Középipartanoda, amely 3 évfolyamos volt, és építőmestereket, előmunkásokat, művezetőket képzett. Vezetőjének megválasztotta Hegedűs Károlyt, illetve grazi állásából hazahívta Petrik Lajost, és kinevezte a kémia technológia tantárgy tanárának. 1884-ben megszületett az iparostanonc-oktatást szabályozó XVII. törvénycikk is.
Trefort utolsó éveire mintegy negyvenezerre emelkedett az ipartanulók száma, vagyis megtette az első lépést a szakoktatás hálózatának kiépítésére. Ezekben az időkben javultak a népiskolák munkájának tárgyi feltételei is, emelkedett a tanintézmények és a tanulók száma is.
Trefort szerint a népoktatás feladata „a nép erkölcsi, és értelmi, egészségi és gazdasági állapotának javítása”. Az 1884 évi V. tc. előírta a népiskolai hálózat fejlesztését. Ezáltal gyarapodott az elemi iskolák, a tantermek, a tanítók száma. Az iskolákba járó diákság mintegy félmillióval nőtt. Az általános tankötelezettség mégsem valósult meg teljesen a gyakorlatban. A tankötelesek 20-25%-a egyáltalán nem járt iskolába. Továbbá nyomasztó volt a tanítók tudatlansága, tehát a szakképzettség hiánya. A nők számára is igyekezett lehetővé tenni a tanítói, ipari és kereskedelmi pályákon való elhelyezkedést. Létrehozta az első lányközépiskolát, valamint az állami polgári iskolai tanítónőképző intézetet. Trefort biztosította a tanárok önművelését. Intézkedett a tanítók nyugdíjáról és ötévenkénti 10%-os korpótlék bevezetéséről. Elősegítette tankönyvek írását, megalapozta a szemléltető oktatást. 1877-ben alapította az Országos Tanszermúzeumot, ahol modelleket, találmányokat mutattak be.
A művészetek fejlesztésére irányuló működéséből a legjelentősebb a Zeneakadémia megalapítása, amelyet 1875. november 14-én nyitottak meg, vezetője Liszt Ferenc lett. A képzőművészetet is pártfogolta, ugyanis megalapította az első festészeti mesteriskolát, amelynek vezetője Benczúr Gyula lett. Továbbfejlesztette az Országos Mintarajztanoda Rajztanárképezdét is. A képzőművészeti tárlatok forgalma megnőtt, a művészek egyre sűrűbben kaptak megrendeléseket a közintézményektől. A műemlékvédelem terén is tevékenykedett. Elérte, hogy törvény intézkedjen műemlékeink megóvásáról, például a budavári Mátyás-templom, a kassai Szent Erzsébet-dóm, a bártfai Szent Egyed-templom, a jáki apátság, pécsi székesegyház, a vajdahunyadi vár, a visegrádi Salamon-torony rendbehozataláról. Az ipar és iparművészet érdekében megalapította az Iparművészeti Múzeumot. Az 1880-as évek elején pedig a Technológiai Iparmúzeumot.
A nemzeti kérdés kapcsán a magyarosító politikai vonalvezetés jellemzi, amely halála után továbberősödve vált igazán retrográddá.
Gyakran érték támadások a felekezetek részéről és a parlament bal szárnyáról. Trefort igyekezett egyformán felkarolni és fejleszteni tárcájának minden területét. Hármas jelszava: „közegészség, közgazdaság, közoktatás” volt. Világosan látta a kultúra fejlődésének összefüggését a gazdasági és társadalmi kérdések megoldásának szükségességével. Még irodalmi működése is kultúrpolitikai céljait szolgálta.

### Akadémiai pályafutása
A Magyar Tudományos Akadémiának 1841-ben levelező, majd 1867-ben rendes tagja lett. 1874-től igazgatói tisztet töltött be. 1884-ben Lónyay Menyhértet követte az elnöki székben. (Kultuszminiszteri elfoglaltsága erősen korlátozta akadémiai tevékenységét.)

### Házassága és leszármazottjai

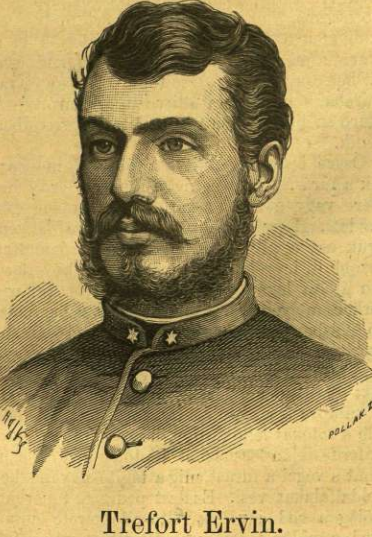
Trefort Ervin

1847. március 14-én feleségül vette a barkóczi Rosty család sarját, barkóczi Rosty Ilona Alojzia Erzsébetet (*Pest, 1826. december 9.–†Pest, 1870. február 21.), barkóczi Rosty Albert (1779–1847), Békés vármegyei földbirtokos, alispánnak és ehrenberghi Eckstein Anna (1801–1843) asszonynak a lányát; e házasság révén báró Eötvös József sógora lett, mivel felesége báró Eötvös Józsefné Rosty Ágnes, Trefort Ágostonné Rosty Ilonának a testvére volt. Az apai nagyszülei Édesapja barkóczi Rosty Pál (1745–1810) főhadnagy volt, Vas megyei táblabíró, elítélt magyar jakobinus, és nedeczei Nedeczky Anna (1764–1839) voltak. Az anyai nagyszülei ehrenbergi Eckstein Ferenc (1769–1833) orvosdoktor, császári és királyi tanácsos és Wehner Erzsébet voltak. A házasságukból született:
- Trefort Ágnes Petronella Tekla (Lipótváros, Pest, 1847. december 29. – Budapest, 1899. április 20.),[5][6] magánzónő. Hajadon.
- Trefort Edit (1849. január 16. – Budapest, 1939. június 22.).[7] Férje: németújvári gróf Batthyány Ferenc Károly Ádám (Zalaszentgrót, 1845. szeptember 2.–Pozsony, 1877. november 7.).[8][9]
- Trefort Ilona Petronella Ágnes (Budavár, 1852. május 27. –Budapest, 1884. július 26.), magánzónő. Hajadon.[10][11]
- Trefort Ervin József Ágoston (Lipótváros, Pest, 1854. február 22. – Budapest, 1878. október 14.), vallás és közoktatási minisztérium címzetes fogalmazó.[12][13]
- Trefort Mária Tekla Jolánta (Krisztinaváros, Buda, 1860. augusztus 8. – Budapest, 1891. augusztus 10.).[14] Férje: kéméndi báró Szalay Imre (1846–1917), a Magyar Nemzeti Múzeum igazgatója.[15]

## Emlékezete

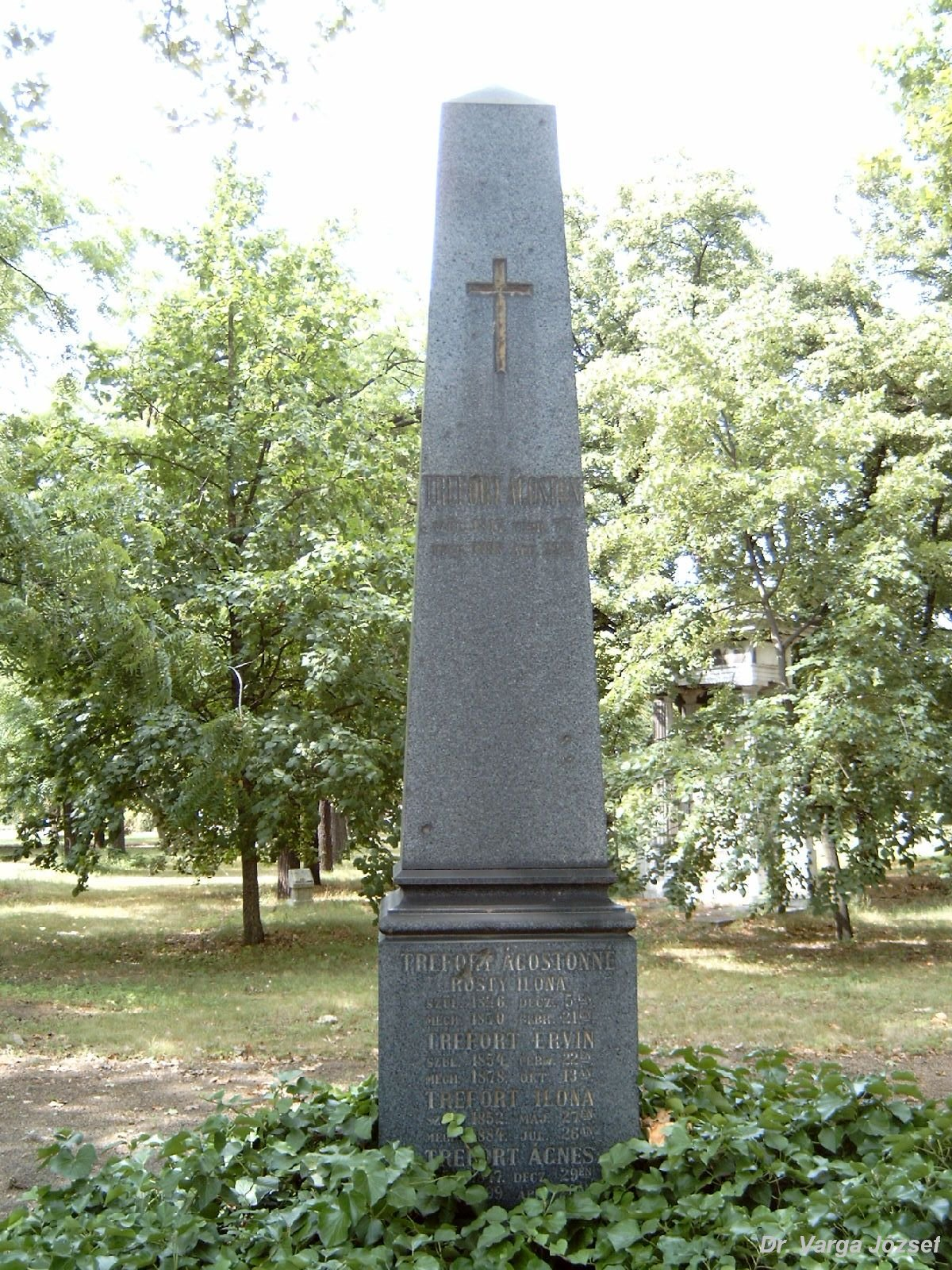
Trefort Ágoston sírja Budapesten. Fiumei úti sírkert: 29-1-5.

- Emlékét az ELTE-n elhelyezett szobra és Budapest VIII. kerületében a nevét viselő utca is őrzi.
- Buziásfürdő központi parkjában már 1883-ban, életében szobrot emeltek tiszteletére (Huszár Adolf alkotása). Ezt 1919-ben a hatalomra kerülő románok megsemmisítették. 2001-ben a magyar közösség új Trefort-szobrot állíttatott Buziásfürdőn, ezúttal magánterületen.[16]
- Nevét őrzi a Trefort Ágoston Két Tanítási Nyelvű Technikum Kispesten, az ELTE Trefort Ágoston Gyakorlóiskola a VIII. kerületben, valamint az Óbudai Egyetem Trefort Ágoston Mérnökpedagógiai Központja Budapest VIII. kerülete, Népszínház utca 8.
- Békéscsabai Szakképző Centrum Trefort Ágoston Szakgimnáziuma.
- Trefort Ágoston Fiúkórus (1999)
- Trefort Ágoston-díj
- A magyar nyelv finnugor rokonságát elutasítók gyakran hivatkoznak Trefort Ágoston egy állítólagos felszólalására, amely azt bizonyítaná, hogy politikai okokból, állami támogatással sorvasztották el az alternatív nyelvelméletek kutatásait. Az idézet eredetiségét a legtöbben tagadják; idézői pontos helyét képtelenek megjelölni, első ismert említése Hary Györgyné 1976-os, a Valóság című folyóiratban megjelent cikkében található.[17] Ablonczy Balázs szerint az idézet kitalálója nemesdedinai Zsuffa Sándor lehetett, akitől Hary Györgyné átvehette az idézetet.[18] Több hivatkozás azonban Verrasztó József 1967-ben, Kolozsvárott kelt levelét említi meg legelső felbukkanási helyeként, ám a gépírásos formában terjedő, nagyjából 650 soros levelet Komoróczy Géza fikciónak tekintette.[19]

## Nyomtatásban megjelent munkái
- Bankügy. Pest, 1842
- Simonyi Lajos és Trefort Ágoston 1861. máj. 22. tartott országgyűlési beszédei. Pest, 1861
- Emlékbeszéd Fellmerayer J. Fülöp felett. Pest, 1863
- Előterjesztése a gazdasági tanintézetek fejlődése és állásáról. Budapest, 1878
- Két beszéd a választások után Zalaegerszegen és Sopronban. Budapest, 1881
- Harmadik beszéd a választások után : Sopronban, 1881. november hó 13-án. Budapest, 1881
- Emlékbeszédek és tanulmányok. Budapest, 1881
- Kisebb dolgozatok az irodalom, közgazdaság és politika köréből. Budapest, 1882
- A felsőház reformjáról. Budapest, 1882 (kny. Budapesti Szemle)
- Eötvös József "XIX. század uralkodó eszméi" c. munkájáról. Budapest, 1883
- Mignet und seine Werke. Budapest, 1885
- Éloge du comte Melchior Lónyay, prononcés a l'Académie Hongroise. Budapest, 1885
- Éloges de Lukács et de Mignet prononcés á l'Académie Hongroise. Budapest, 1885
- Éloge de François Guizot. Budapest, 1885
- Emlékbeszéd Thiers Lajos felett. Budapest, 1885
- Újabb emlékbeszédek és tanulmányok. Budapest, 1887
- Beszédek és levelek. Budapest, 1888
- Emlékbeszéd Lukács Móricz felett. Győr, 1888
- Szemelvények emlékbeszédeiből. Budapest, 1888